# Flammona curvifascia
Flammona curvifascia är en fjärilsart som beskrevs av W. Warren 1913. Flammona curvifascia ingår i släktet Flammona och familjen nattflyn. Inga underarter finns listade i Catalogue of Life.